# Hydrocotyloideae
 Hydrocotyloideae là một danh pháp cho một phân họ thực vật gồm 2-4 chi trong họ Araliaceae.

## Lịch sử phân loại
Được Drude định nghĩa năm 1898 như là một phân họ của họ Apiaceae, phân họ Hydrocotyloideae đã gây ra cản trở lớn trong việc dung giải phát sinh chủng loài của bộ Apiales.
Trong hệ thống ba phân họ của Pimenov & Leonov (1993) phân họ này chứa 42 chi với khoảng 470 loài, chủ yếu là cây thân thảo và cây bụi thấp với sự phân bố rộng khắp thế giới, nhưng đa dạng về chi nhất là ở Nam bán cầu, với tính đặc hữu rất cao ở miền nam Nam Mỹ, Australia và New Zealand. Hydrocotyloideae bao gồm các loại cây thuốc (Centella, Mulinum, Azorella), cây ăn được (Centella, Diposis), cây cảnh (Trachymene, Actinotus, Azorella, Hydrocotyle). Để phân biệt Hydrocotyloideae từ phần còn lại của Apiaceae, Drude nhấn mạnh 3 đặc trưng quả (vỏ quả trong dạng gỗ, không có cả cuống lá noãn tự do và các ống dầu trong các rãnh giữa các gân chính). Drude cũng phân chia Hydrocotyloideae ra thành 2 tông dựa theo hướng ép quả là Hydrocotyleae với hai vỏ quả giữa bị ép theo đường bên và Mulineae với vỏ quả giữa bị ép theo sống lưng.
Trong thế kỷ 20 Hydrocotyloideae thường được coi như là trung gian giữa Araliaceae và phần còn lại của Apiaceae nên có tác giả đã coi nó như là họ tách biệt là Hydrocotylaceae hoặc gộp Apiaceae và Araliaceae thành một họ.
Với sự phát triển của các nghiên cứu phát sinh chủng loài phân tử người ta đã nhận ra Hydrocotyloideae là đa ngành và năm 2004 Plunkett et al. đã chia các chi của nó ra cho 3 nhóm: Araliaceae (Trachymene và Hydrocotyle) và 2 phân họ mới trong Apiaceae là Azorelloideae và Mackinlayoideae.
Cho tới năm 2009, các nghiên cứu phát sinh chủng loài đã gợi ý về tính đa ngành của nó, nhưng do việc lấy mẫu không đầy đủ nên vấn đề chưa được giải quyết trọn vẹn. Trong nghiên cứu công bố năm 2009 các tác giả Antoine N. Nicolas và Gregory M. Plunkett đã lấy mẫu 40 trên tổng số 42 chi từng coi là thuộc phân họ này và phát hiện ít nhất 6 dòng dõi phân tán trong cả hai họ Apiaceae và Araliaceae. Nhánh đa dạng nhất tương ứng với phân họ mới phục hồi là Azorelloideae. Các dòng dõi khác bao gồm các chi gộp cùng nhau trong phân họ Mackinlayoideae. Chi điển hình của phân họ là Hydrocotyle lại thuộc về một nhánh được hỗ trợ tốt trong họ Araliaceae. Chi Platysace dường như là cận ngành với Homalosciadium và vị trí của chúng được hỗ trợ tốt như là dòng dõi cơ sở của Apiaceae nghĩa cũ. Vị trí của chi Hermas như là chị em với nhánh bao gồm hai phân họ Apioideae và Saniculoideae của Apiaceae và vị trí của Choritaenia như là chị em với Lichtensteinia trong nhánh có mối quan hệ với cả Apioideae và Saniculoideae. Các chi Azorella, Schizeilema và Eremocharis là không đơn ngành và cần thiết phải định nghĩa lại.

## Các chi
- Hydrocotyle – rau má nước
- Trachymene
- Homalosciadum[7]
- Neosciadum

## Chuyển đi

### Azorelloideae
- Asteriscium (bao gồm cả Bustillosia)
- Azorella (bao gồm cả Apleura, Microsciadium)
- Bolax
- Bowlesia
- Dichosciadium (bao gồm cả Dichopetalum)
- Dickinsia
- Diplaspis
- Diposis
- Domeykoa
- Drusa
- Eremocharis
- Gymnophyton
- Homalocarpus
- Huanaca (bao gồm cả Trisciadium)
- Laretia
- Mulinum
- Oschatzia
- Pozoa
- Schizeilema
- Spananthe
- Stilbocarpa

### Mackinlayoideae
- Actinotus
- Centella (bao gồm cả Trisanthus): rau má
- Pentapeltis
- Xanthosia (có thể gộp cả Pentapeltis)

## Hình ảnh

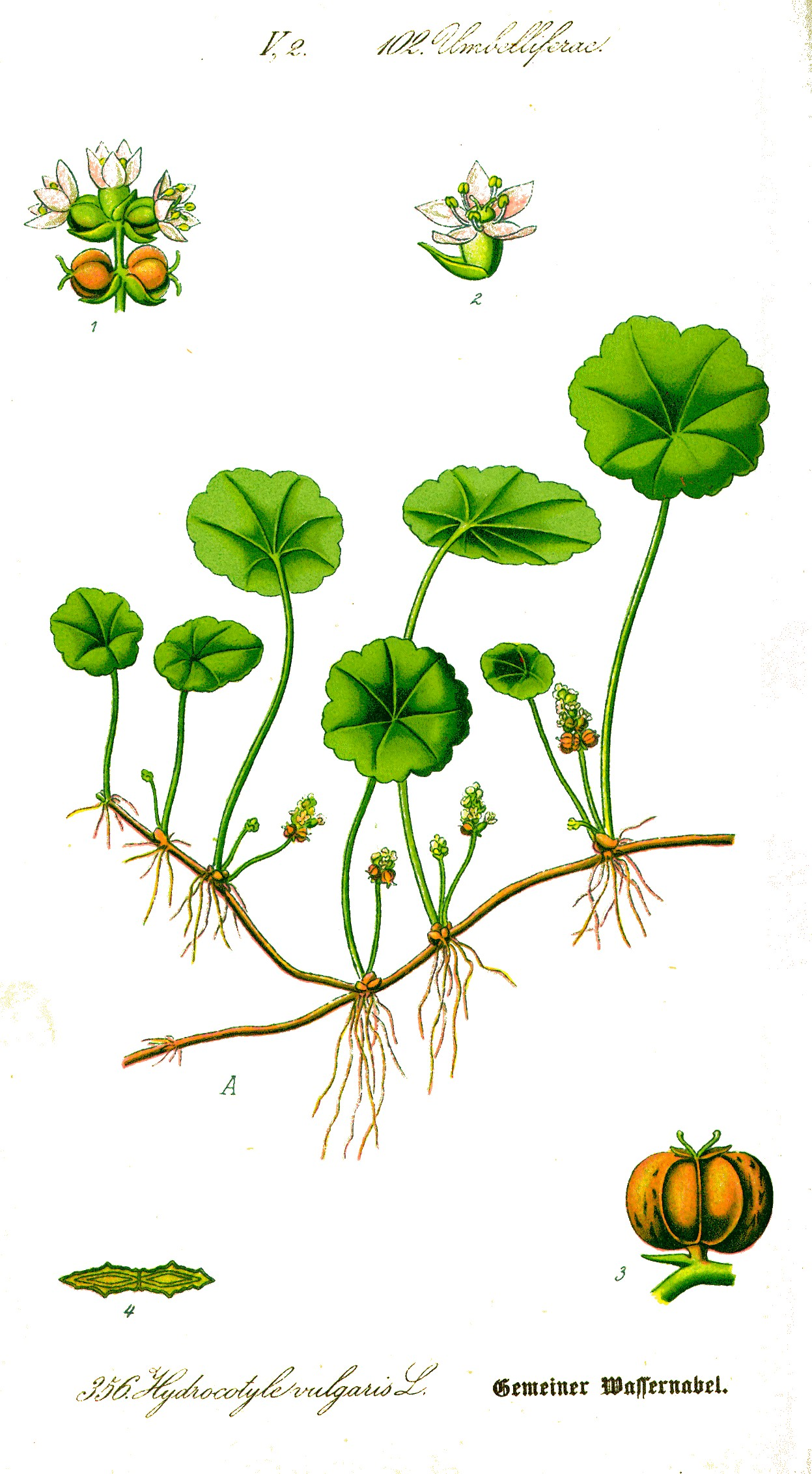

### Saniculoideae
- Arctopus

### Apioideae
- Chlaenosciadium
- Choritaenia
- Naufraga
- Notiosciadium
- Schoenolaena

### Vị trí khác trong Apiaceae
- Hermas
- Klotzschia
- Platysace